# Jaime Sarlanga
Jaime Sarlanga (Tigre, 24 februari 1916 - 24 augustus 1966) was een Argentijnse voetballer. 
Sarlanga begon zijn profcarrière in 1935 bij Tigre maar speelde maar weinig wedstrijden alvorens in 1937 de overstap te maken naar Ferro Carril Oeste, een middenmoter uit de hoofdstad. Bij deze club brak hij door en samen met enkele andere spelers werden ze de vijf musketiers genoemd. In 1940 maakte hij de overstap naar topclub Boca Juniors waar hij aan de zijde speelde van grote namen als Pedro Suárez, Luis Carniglia en de Hongaar Ferenc Sas. Reeds in het eerste seizoen won hij met Boca de landstitel met acht punten voorsprong op CA Independiente. Drie jaar later werd opnieuw de titel gewonnen, deze keer met één punt voorsprong op eeuwige rivaal CA River Plate. Ook in 1944 won de club nog de titel maar daarna niet meer. In 1949 trok hij naar Gimnasia La Plata om daar enkele jaren later zijn carrière af te sluiten. 
Na zijn spelerscarrière trainde hij kort Boca, maar dit werd geen succes en hij trok zich uit het voetbal terug. Hij overleed op amper 50-jarige leeftijd. 
Hij speelde ook acht wedstrijden voor het national elftal. Omdat het land niet deelnam aan het WK 1938 en 1950 bleef zijn interlandcarrière beperkt.